# Dick Durock
Richard Durock (n. 18 ianuarie 1937, South Bend, Indiana, SUA – d. 17 septembrie 2009, Oak Park⁠(d), Comitatul Ventura, California, SUA) a fost un actor și cascador american. A interpretat rolul Swamp Thing în Swamp Thing, The Return of Swamp Thing  și în serialul omonim. A apărut în peste optzeci de filme și peste șapte sute de episoade de televiziune.

## Filmografie
| An        | Titlu                     | Rol                   | Note                  |
| --------- | ------------------------- | --------------------- | --------------------- |
| 1972      | Aventura lui Poseidon     | Passenger             | nemenționat           |
| 1976      | Trackdown                 | Pool Player           | nemenționat           |
| 1976      | Death Journey             | Thug #2               |                       |
| 1976      | The Enforcer              | Karl                  |                       |
| 1978      | The Nude Bomb             | Jumpmaster            |                       |
| 1978      | Battlestar Galactica      | Imperious Leader      | nemenționat           |
| 1980      | Coast to Coast            | Gregory               |                       |
| 1980      | Any Which Way You Can     | Joe Casey             |                       |
| 1981      | The Incredible Hulk       | Frye's Creature       | 2 episoade            |
| 1982      | Swamp Thing               | Swamp Thing           |                       |
| 1982      | They Call Me Bruce?       | N.Y. Bodyguard #2     |                       |
| 1985      | Silverado                 | Bar Fighter #1        |                       |
| 1985      | The A-Team                | Thug In Italy         | Judgment Day          |
| 1985      | Runaway Train             | Fight Guard           | nemenționat           |
| 1986      | Raw Deal                  | 'Dingo'               |                       |
| 1986      | Stand by Me               | Bill Travis           |                       |
| 1987      | Street Justice            | Charlie               |                       |
| 1987      | Blind Date                | Bouncer               |                       |
| 1988      | Remote Control            | Driver #1             |                       |
| 1988      | Mr. North                 | The Bouncer           |                       |
| 1988      | Deadly Stranger           | Cowboy Smitty         |                       |
| 1989      | The Return of Swamp Thing | Swamp Thing           |                       |
| 1990-1993 | Swamp Thing: The Series   | Swamp Thing           | 72 episodes           |
| 1991      | Delirious                 | Riley                 |                       |
| 1995      | Die Hard with a Vengeance | Man At Subway Station | nemenționat           |
| 1998      | The Hunted                | Mack, The Henchman    | (ultimul rol de film) |